# 21327 Yabuzuka
21327 Yabuzuka è un asteroide della fascia principale. Scoperto nel 1997, presenta un'orbita caratterizzata da un semiasse maggiore pari a 2,4143979 UA e da un'eccentricità di 0,0889140, inclinata di 8,20598° rispetto all'eclittica.